# Alchemilla sergii
Alchemilla sergii é uma espécie de rosácea do gênero Alchemilla, pertencente à família Rosaceae.